# ندا محمد نديم
الملا ندا محمد نديم (بالبشتوية: مولوي ندا محمد ندیم)‏ هو سياسي أفغاني وعضو في حركة طالبان. يشغل منصب وزير التعليم العالي بالإنابة منذ أكتوبر 2022. سبق له أن شغل منصب رئيس شرطة ولاية ننكرهار منذ سبتمبر 2021. شغل نديم أيضًا منصب حاكم مقاطعة ننجرهار من أغسطس 2021 إلى 20 سبتمبر 2021 وحل محله داود مزمل.

## روابط خارجية
- "Nadim: We Are Not Ready to Accept Orders Against Islamic Laws". TOLOnews. 29 نوفمبر 2023. مؤرشف من الأصل في 2024-02-27.
- د لوړو زده کړو وزارت سرپرست، شيخ الحديث مولوي ندا محمد نديم وینا على يوتيوب (Bakhtar News Agency, Nov. 29, 2023)